# ۱ و ۳ - دی فنیل تری آزن
۱و ۳-دی فنیل تری آزن یک ترکیب آلی با فرمول PhN = NN (H) Ph (Ph = C 6 H 5 ) است. این ترکیب یک تری آزن با گروه RN = N-NR می باشد. این ماده یک جامد زرد کمرنگ است که با واکنش نمکهای فنیل دی آزونیوم با آنیلین تهیه می شود .  این یک مولکول مسطح است و طول پیوند های نیتروژن-نیتروژن در آن، ۱.۲۸۷ و ۱.۳۳۷ آنگستروم است. 